# Songun
Songun (kor. 선군정치, Sŏn'gun, w wolnym tłumaczeniu „po pierwsze armia”) – doktryna polityczna obowiązująca w Korei Północnej, w myśl której priorytetem w polityce wewnętrznej kraju powinna być rola Koreańskiej Armii Ludowej. W praktyce stanowi ona ideologiczne uzasadnienie dla militaryzacji wszystkich aspektów życia społecznego w tym państwie. Za twórcę idei Songun uważa się Kim Dzong Ila, który po śmierci swego ojca Kim Ir Sena chciał uzasadnić ideologicznie „rodzinną” sukcesję władzy poprzez ideę, która „twórczo” rozwijałaby doktrynę Dżucze. W 1997 r. w artykule w Rodong Sinmun, organie Partii Pracy Korei, stwierdzono, że „Nigdy przedtem status i rola Koreańskiej Armii Ludowej nie były aż tak wysoko podniesione jak dziś, gdy jest dowodzona przez Szanowanego i Kochanego Towarzysza Najwyższego Dowódcę Kim Dzong Ila”. W ten sposób doktryna Songun ma określać politykę wewnętrzną i zagraniczną KRLD.